# 伊格尔最低限度必需培养基
伊格尔最低限度必需培养基（EMEM）是由哈里·伊格尔发明的一种细胞培养基，可用于组织培养。
其成分为：
- 氨基酸(精氨酸、胱氨酸、谷氨酰胺、组氨酸、异亮氨酸、亮氨酸、赖氨酸、苯丙氨酸、苏氨酸、色氨酸、酪氨酸和缬氨酸)
- 盐类（氯化钙、氯化钾、硫酸镁、氯化钠和磷酸二氢钠）
- 葡萄糖
- 维生素（叶酸、烟酸、VB2和VB12）

EMEM培養基存在一種稱爲「α-MEM」的改進型。相比EMEM，α-MEM含有更多的非必需氨基酸、丙酮酸鈉和維生素。

## 参看
达尔伯克氏必需基本培养基（DMEM）
罗斯威尔帕克纪念研究所培养基（RPMI）